# The Human Beingz
The Human Beinz is een Amerikaanse rockband.

## Bezetting
- John 'Dick' Belley (zang, gitaar)
- Joe 'Ting' Markulin (zang, gitaar)
- Mel Pachuta (zang, bas)
- Gary Coates (drums), later vervangen door Mike Tatman.

## Geschiedenis
The Human Beinz startten in 1964 als The Premiers en begonnen hun professionele carrière met het opbouwen van een plaatselijke fanstructuur. In 1966 werd de bandnaam gewijzigd in The Human Beingz, omdat ze vonden dat de oude bandnaam niet meer paste bij de beleving van de late jaren 1960. Ze publiceerden songcovers van Them, The Yardbirds, The Who en Bob Dylan. De band was ook de eerste, die een cover opnamen van Gloria van Them, die een hit werd voor The Shadows of Knight. Ook coverden ze The Pied Piper, die later een hit werd voor Crispian St. Peters.
De band tekende in 1967 een contract bij Capitol Records, die de 'g' (Beingz werd Beinz) uit de bandnaam verwijderde. De bedoeling van Capitol was om de bandnaam toe te passen bij het Human Be-In evenement van 1967. De band werd verteld dat de naam zou worden gewijzigd bij de volgende publicatie als de debuutsingle geen succes zou worden. In september 1967 werd Nobody But Me gepubliceerd en kregen ze hun enige Billboard-hit, hetgeen betekende dat Capitol Records de spelling niet zou aanpassen. Nobody But Me, geschreven en als eerste uitgebracht door The Isley Brothers in 1962, bereikte in februari 1968 de 8e plaats. Het album Nobody But Me volgde. 
De volgende single Turn On Your Love Light flopte in de Verenigde Staten, maar bereikte in Japan de toppositie. Turn On Your Love Light, als origineel een hit voor Bobby Bland in 1962, werd later gecoverd door Jerry Lee Lewis en The Grateful Dead. In 1968 publiceerde Capitol Records het tweede album Evolutions. Ook publiceerden ze de single Hold On Baby, uitsluitend in Japan, waar deze ook scoorde in de top van de hitlijst. Niettegenstaande hun succes in Japan, werd de band in maart 1969 ontbonden, maar door contractuele verplichtingen moesten ze nog een tournee ondernemen. Hun song Dance On Through werd opgenomen in een aflevering van The Addams Family.
In 2003 werd de band opgenomen in de Rock and Roll Hall of Fame, geëtaleerd als Hang On Sloopy: The Music of Ohio. Getoond werd een witte Fender-basgitaar, gebruikt door Mel Pachuta en een zwarte jas, gedragen door Ting Markulin.
In 2004 gebruikte Quentin Tarantino Nobody But Me in zijn film Kill Bill: Vol. 1, alhoewel deze niet voorkwam op de soundtrack van de film. Dezelfde song stond op de twee compilatiealbums The Greatest Crowd-Rockin' Anthems Of All Time en J&R's Music World Presents Rock and Roll Greatest Hits Of All Time van ESPN. De song had alsnog een andere hoedanigheid in Martin Scorseses film The Departed (2006). Ze werd ook uitgelicht in de première van de Amerikaanse comedy-tv-serie The Office.
De nieuwe bezetting van The Human Beinz speelde in het Hard Rock Cafe in Foxwoods Casino, Bodles Opera House, gewestelijke evenementen en andere locaties in het noordoosten. De band had de twee nieuwe songs McQ en Coyotes & Rattlesnakes voor McQueen: An American Rebel geschreven en opgenomen. De wereldpremière en gala werden opgevoerd in het Downing Film Center in Newburgh. The Human Beinz met Markulin waren in begeleiding van Barbara McQueen en de auteur Marshall Terrill.
Markulin woont in Florida. The Human Beinz werkten in Pennsylvania in mei 2010 aan een album met originele en gecoverde songs uit de jaren 1960. Deze inspanning werd uitgesteld en nooit gepubliceerd. Ze verschenen tijdens een concert in mei 2010 in The Dome SUNY Binghamton Events Center in Binghamton, in concert met Jay & the Americans en The Vogues. In juli 2010 verschenen ze bij de Night of 100 Rock Stars als een deel van het Nat Rock Con Fan Fest bij de Sheraton Meadowlands in East Rutherford. De video Nobody But Me, live uitgevoerd door The Human Beinz, is van het Nat Rock Con Fan Fest, met een aantal van The Human Beinz, evenals Danny & the Characters en Vince Martell van Vanilla Fudge, die Nobody But Me live speelden tijdens een jamsessie-show in juli 2010.
Leden van de Revival-band waren Ting Markulin (ritmegitaar, zang), Gene Szegedi (leadgitaar), Sal Crisafi (keyboard, gitaar, zang), Ed McCarthy (bas), Rick White (leadzang, percussie) en Mike Cerra (drums, percussie).

## Discografie

### Singles
- 1967: Nobody but Me
- 1968: Turn on Your Love Light
- 1968: Every Time Woman
- 1968: Nobody but Me

### Albums
- 1967: Nobody but Me
- 1968: Evolutions
- 1969: In Japan